# Beacon, Iowa
Beacon là một thành phố thuộc quận Mahaska, tiểu bang Iowa, Hoa Kỳ. Năm 2010, dân số của thành phố này là 494 người.

## Dân số
Dân số qua các năm:
- Năm 2000: 518 người.
- Năm 2010: 494 người.